# Philotarsus kwakiutl
Philotarsus kwakiutl är en insektsart som beskrevs av Edward L. Mockford 1951. Philotarsus kwakiutl ingår i släktet Philotarsus och familjen gluggmärkestövsländor. Inga underarter finns listade i Catalogue of Life.